# Halvtid
Halvtid eller Halvtidspaus är ett begrepp som finns i flera lagsporter, bland annat i fotboll, handboll och bandy. Den totala speltiden för en match är uppdelad i två lika långa halvlekar med en halvtidspaus emellan. 
Halvtidspausens längd tillsammans med den totala speltiden samt halvlekarnas längd definieras i respektive förbunds tävlingsbetämmelser. Inom fotboll och bandy är till exempel halvtidspausen normalt 15 minuter mellan två halvlekar om vardera 45 minuter vilket ger en total speltid på 90 minuter.